# Montesquieu (Lot-et-Garonne)
Pour les articles homonymes, voir Montesquieu (homonymie).
Montesquieu est une commune du Sud-Ouest de la France, située dans le département de Lot-et-Garonne (région Nouvelle-Aquitaine).

## Géographie

### Localisation
La commune de Montesquieu, avec ses 2 554 hectares, est une des plus grandes du canton, exclusivement agricole qui présente des paysages variés : les coteaux boisés et couverts de vignobles, la plaine alluvionnaire traversée par le canal de Garonne, à vocation céréalière et fruitière, qui s'appuie sur les bords de Garonne.

### Communes limitrophes
Les communes limitrophes sont Bruch, Clermont-Dessous, Espiens, Montagnac-sur-Auvignon, Saint-Hilaire-de-Lusignan, Saint-Laurent et Sérignac-sur-Garonne.
| Saint-Laurent | Clermont-Dessous       | Saint-Hilaire-de-Lusignan |
| Bruch         | Montesquieu            | Sérignac-sur-Garonne      |
| Espiens       | Montagnac-sur-Auvignon |                           |

### Climat
Pour des articles plus généraux, voir Climat de la Nouvelle-Aquitaine et Climat de Lot-et-Garonne.
Historiquement, la commune est exposée à un climat océanique aquitain.  
En 2020, Météo-France publie une typologie des climats de la France métropolitaine dans laquelle la commune est exposée à un climat océanique altéré et est dans la région climatique Aquitaine, Gascogne, caractérisée par une pluviométrie abondante au printemps, modérée en automne, un faible ensoleillement au printemps, un été chaud (19,5 °C), des vents faibles, des brouillards fréquents en automne et en hiver et des orages fréquents en été (15 à 20 jours).
Pour la période 1971-2000, la température annuelle moyenne est de 12,8 °C, avec une amplitude thermique annuelle de 16,1 °C. Le cumul annuel moyen de précipitations est de 790 mm, avec 10,7 jours de précipitations en janvier et 6,7 jours en juillet. Pour la période 1991-2020, la température moyenne annuelle observée sur la station météorologique la plus proche, située sur la commune d'Estillac à 11 km à vol d'oiseau, est de 13,8 °C et le cumul annuel moyen de précipitations est de 708,2 mm,. Pour l'avenir, les paramètres climatiques de la commune estimés pour 2050 selon différents scénarios d’émission de gaz à effet de serre sont consultables sur un site dédié publié par Météo-France en novembre 2022.

## Urbanisme

### Typologie
Au 1er janvier 2024, Montesquieu est catégorisée commune rurale à habitat très dispersé, selon la nouvelle grille communale de densité à sept niveaux définie par l'Insee en 2022.
Elle est située hors unité urbaine. Par ailleurs la commune fait partie de l'aire d'attraction d'Agen, dont elle est une commune de la couronne,. Cette aire, qui regroupe 81 communes, est catégorisée dans les aires de 50 000 à moins de 200 000 habitants,.

### Occupation des sols

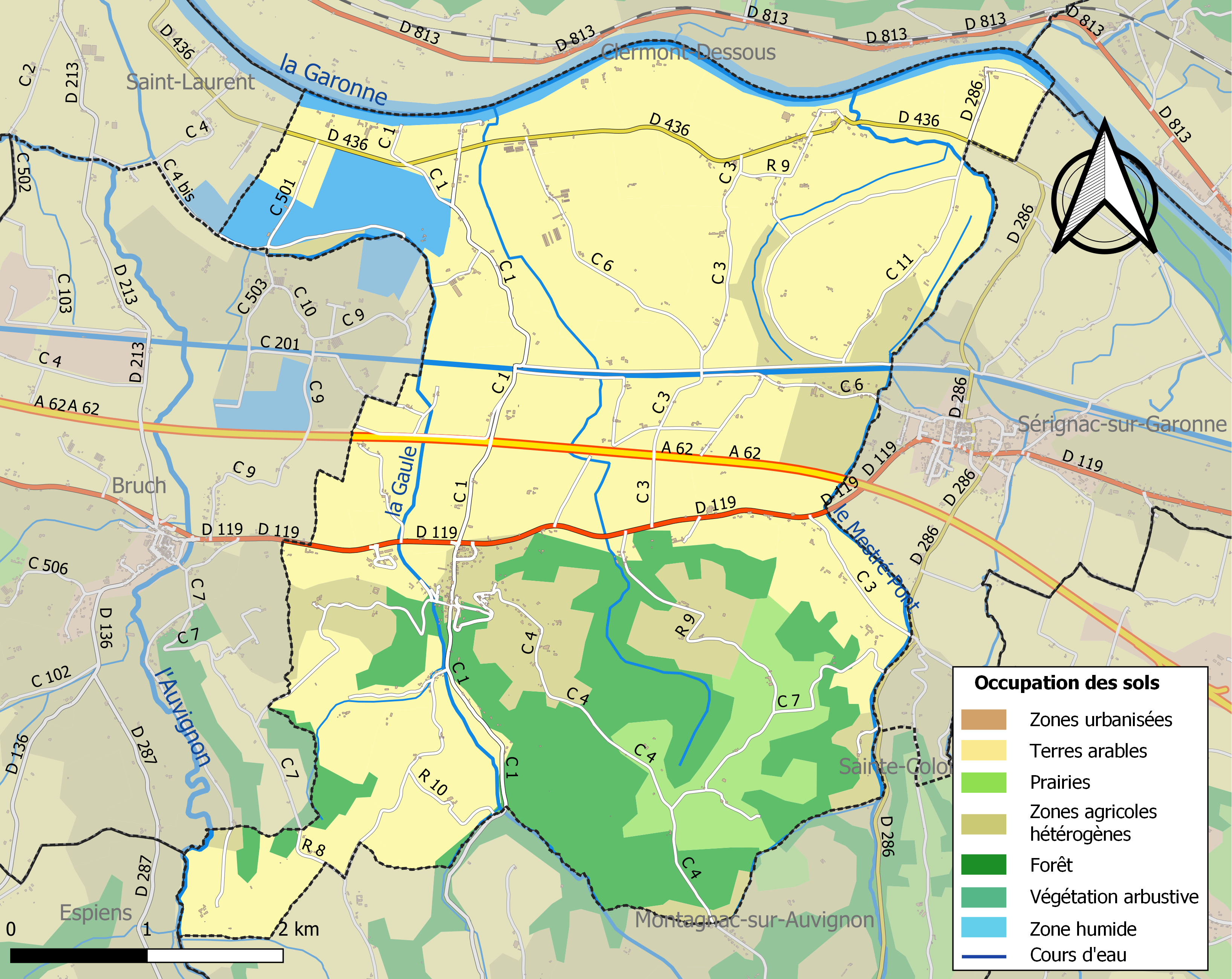
Carte des infrastructures et de l'occupation des sols de la commune en 2018 (CLC).

L'occupation des sols de la commune, telle qu'elle ressort de la base de données européenne d’occupation biophysique des sols Corine Land Cover (CLC), est marquée par l'importance des territoires agricoles (79,7 % en 2018), en diminution par rapport à 1990 (81,3 %). La répartition détaillée en 2018 est la suivante : 
terres arables (46,5 %), cultures permanentes (16,3 %), forêts (16 %), zones agricoles hétérogènes (11,8 %), prairies (5,1 %), eaux continentales (4,3 %). L'évolution de l’occupation des sols de la commune et de ses infrastructures peut être observée sur les différentes représentations cartographiques du territoire : la carte de Cassini (XVIIIe siècle), la carte d'état-major (1820-1866) et les cartes ou photos aériennes de l'IGN pour la période actuelle (1950 à aujourd'hui).

### Risques majeurs
Le territoire de la commune de Montesquieu est vulnérable à différents aléas naturels : météorologiques (tempête, orage, neige, grand froid, canicule ou sécheresse), inondations, mouvements de terrains et séisme (sismicité très faible). Il est également exposé à un risque technologique,  le transport de matières dangereuses. Un site publié par le BRGM permet d'évaluer simplement et rapidement les risques d'un bien localisé soit par son adresse soit par le numéro de sa parcelle.

#### Risques naturels
Certaines parties du territoire communal sont susceptibles d’être affectées par le risque d’inondation par une crue à  débordement lent de cours d'eau, notamment la Garonne, le Canal latéral à la Garonne, l'Auvignon, le Ruisseau de Saint-Martin, le Mestré-Pont et la Gaule. La commune a été reconnue en état de catastrophe naturelle au titre des dommages causés par les inondations et coulées de boue survenues en 1982, 1983, 1999, 2009 et 2018,.
Les mouvements de terrains susceptibles de se produire sur la commune sont des tassements différentiels.

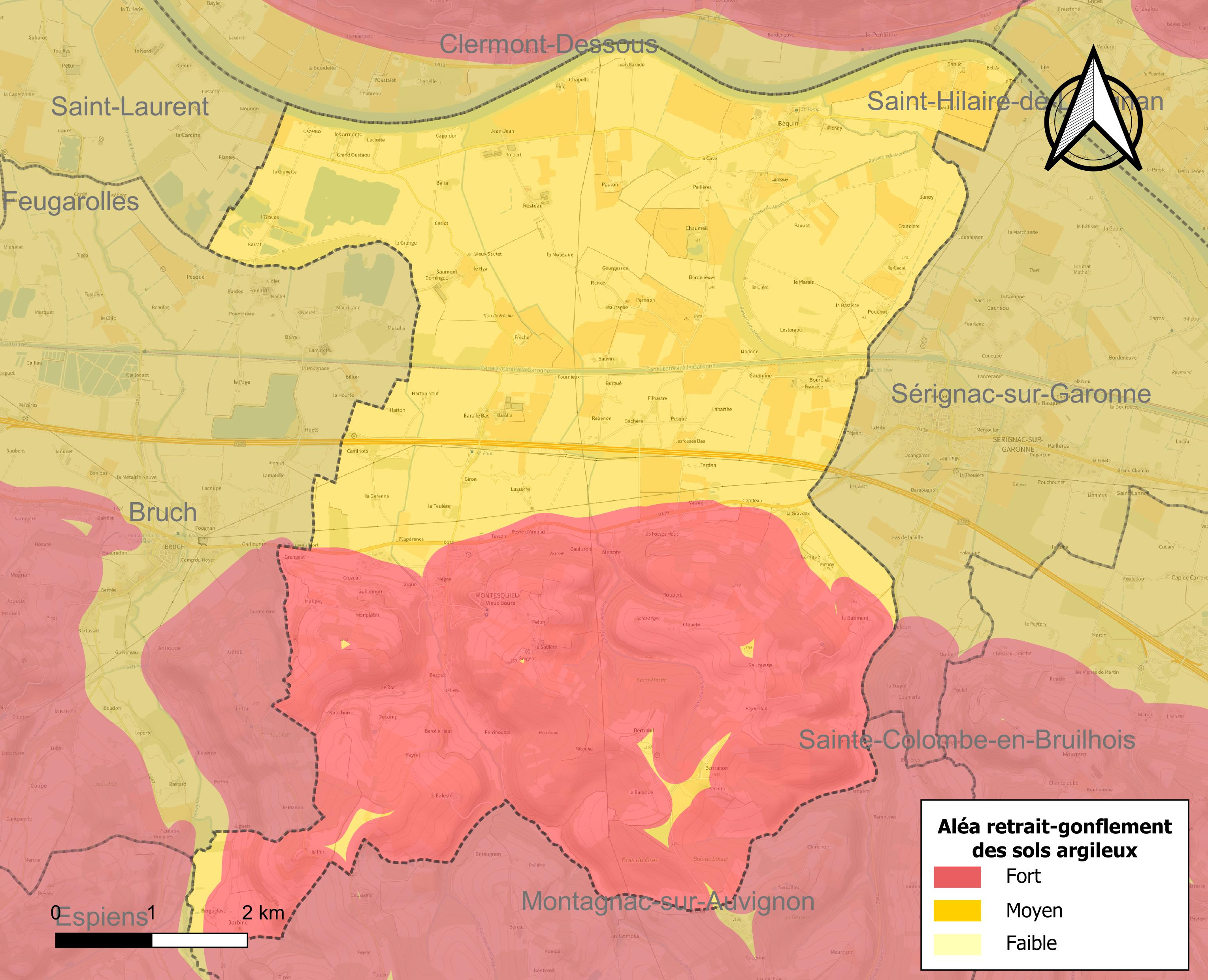
Carte des zones d'aléa retrait-gonflement des sols argileux de Montesquieu.

Le retrait-gonflement des sols argileux est susceptible d'engendrer des dommages importants aux bâtiments en cas d’alternance de périodes de sécheresse et de pluie. La totalité de la commune est en aléa moyen ou fort (91,8 % au niveau départemental et 48,5 % au niveau national). Depuis le 1er octobre 2020, en application de la loi ELAN, différentes contraintes s'imposent aux vendeurs, maîtres d'ouvrages ou constructeurs de biens situés dans une zone classée en aléa moyen ou fort,.
Concernant les mouvements de terrains, la commune a été reconnue en état de catastrophe naturelle au titre des dommages causés par la sécheresse en 2003, 2009, 2011 et 2017 et par des mouvements de terrain en 1999.

## Histoire
Elle était autrefois contenue dans l'ancienne vicomté du Bru(i)lhois. Cette vicomté, après avoir appartenu aux seigneurs de Xantrailles (maréchal Jean Poton), passa en 1555 aux mains des rois de Navarre. Les rois de France, après Henri IV, seront vicomtes du Bruilhois jusqu'en 1789.
À l'origine Monteschivum (1162), l'étymologie est simple si on lit Mont-Esquieu. Ce dernier mot, de l'ancien occitan « esquiu », signifie « difficile », « sauvage » ou « montagneux ». Ce nom décrit bien la situation isolée de Montesquieu sur le coteau difficile d'accès. Les Coutumes de Montesquieu datent de 1349. Le château de Montesquieu (ne pas confondre avec Montesquieu), construit à l'époque féodale, sur un éperon rocheux dominant la vallée de la Garonne, rappelle par son plan général, celui de Bonaguil : il a la forme de nef ancrée sur les rochers, domine la route par sa proue et s'étend à l'arrière sur le plateau. Au cours des siècles, le château de Montesquieu a connu l'occupation des Anglais, les pillages, les guerres de Religion...
Le village de Montesquieu a donné son nom à l'écrivain Montesquieu. Montesquieu (1689-1755), plus exactement Charles Louis de Secondat de Montesquieu, est issu paternellement d'une grande famille agenaise, les Secondat, originaires du Berry, qui se sont installés au XVe siècle en Agenais, puis au service des Albret.
C'est Jeanne d'Albret, reine de Navarre et vicomtesse de Bruilhois, qui, « pour ses bons et loyaux services », vend à pacte de rachat perpétuel les sept terres et seigneuries de Roquefort, Sérignac, Montesquieu, Ségougnac, Plaichac, Goulard et Cuq, situées en Bruilhois, à Jean de Secondat, seigneur de Roques, le 30 octobre 1562. Cette vente étant faite à pacte de rachat, les terres pouvaient être rachetées par le vendeur pour le prix de la vente. Dans un acte du 19 décembre 1576, Henri III de Navarre constate la cession faite le 30 octobre 1562 par sa mère des terres et seigneuries de Roquefort, Sérignac, Montesquieu, Ségougnac, Plaichac, Goulard et Cuq, à condition de rachat perpétuel, sous conditions de foi et hommage, et décide de vendre, céder et transporter à perpétuité audit Jean de Secondat, seigneur de Roques, ladite faculté de rachat réservée par la reine Jeanne d'Albret, sa mère, pour la somme de 14 000 livres, ensemble tous et chacun les autres droits et devoirs seigneuriaux lui appartenant. Le roi se réserve les foi et hommage.
Et c'est Henri IV qui, en février 1606, érige en baronnie les terres de Montesquieu, pour Jacob, un des fils de Jean.
Celui-ci, seigneur baron de Montesquieu, n'est autre que l'arrière-grand-père de l'illustre Montesquieu.

## Héraldique
| Blason de Montesquieu | Blason  | D'azur à la fasce d'or, accompagnée en chef de deux coquilles du même et en pointe d'un croissant d'argent. |
| Blason de Montesquieu | Détails | Le statut officiel du blason reste à déterminer.                                                            |

## Politique et administration
| Période                                  | Période   | Identité        | Étiquette | Qualité                                 |
| ---------------------------------------- | --------- | --------------- | --------- | --------------------------------------- |
| avant 1995                               | ?         | René Salinières |           |                                         |
| mars 2001                                | mars 2008 | Jacques Denux   |           | Retraité agricole                       |
| mars 2008                                | En cours  | Alain Polo      | DVG       | Retraité de la fonction publique d'Etat |
| Les données manquantes sont à compléter. |           |                 |           |                                         |

## Démographie
L'évolution du nombre d'habitants est connue à travers les recensements de la population effectués dans la commune depuis 1793. Pour les communes de moins de 10 000 habitants, une enquête de recensement portant sur toute la population est réalisée tous les cinq ans, les populations de référence des années intermédiaires étant quant à elles estimées par interpolation ou extrapolation. Pour la commune, le premier recensement exhaustif entrant dans le cadre du nouveau dispositif a été réalisé en 2007.

En 2022, la commune comptait 744 habitants, en évolution de −4,25 % par rapport à 2016 (Lot-et-Garonne : −0,18 %, France hors Mayotte : +2,11 %).
| 1793  | 1800  | 1806  | 1821  | 1831  | 1836  | 1841  | 1846  | 1851  |
| ----- | ----- | ----- | ----- | ----- | ----- | ----- | ----- | ----- |
| 1 242 | 1 475 | 1 474 | 1 550 | 1 484 | 1 473 | 1 399 | 1 400 | 1 540 |

| 1856  | 1861  | 1866  | 1872  | 1876  | 1881  | 1886  | 1891 | 1896 |
| ----- | ----- | ----- | ----- | ----- | ----- | ----- | ---- | ---- |
| 1 317 | 1 302 | 1 223 | 1 165 | 1 100 | 1 078 | 1 009 | 937  | 956  |

| 1901 | 1906 | 1911 | 1921 | 1926 | 1931 | 1936 | 1946 | 1954 |
| ---- | ---- | ---- | ---- | ---- | ---- | ---- | ---- | ---- |
| 930  | 920  | 844  | 735  | 783  | 774  | 800  | 850  | 819  |

| 1962 | 1968 | 1975 | 1982 | 1990 | 1999 | 2006 | 2007 | 2012 |
| ---- | ---- | ---- | ---- | ---- | ---- | ---- | ---- | ---- |
| 736  | 812  | 687  | 712  | 658  | 714  | 764  | 771  | 759  |

| 2017 | 2022 | - | - | - | - | - | - | - |
| ---- | ---- | - | - | - | - | - | - | - |
| 783  | 744  | - | - | - | - | - | - | - |

## Économie
C'est sur ces terres fertiles des bords de Garonne qu'est implanté le Conservatoire végétal régional d'Aquitaine, dont la mission est de retrouver le patrimoine fruitier régional ancien, le protéger et assurer sa revalorisation. Les principales productions agricoles de Montesquieu sont : le vin d'appellation côtes de Buzet, les céréales, les fruits (surtout pommes et pruneaux), les pépinières fruitières.

## Lieux et monuments

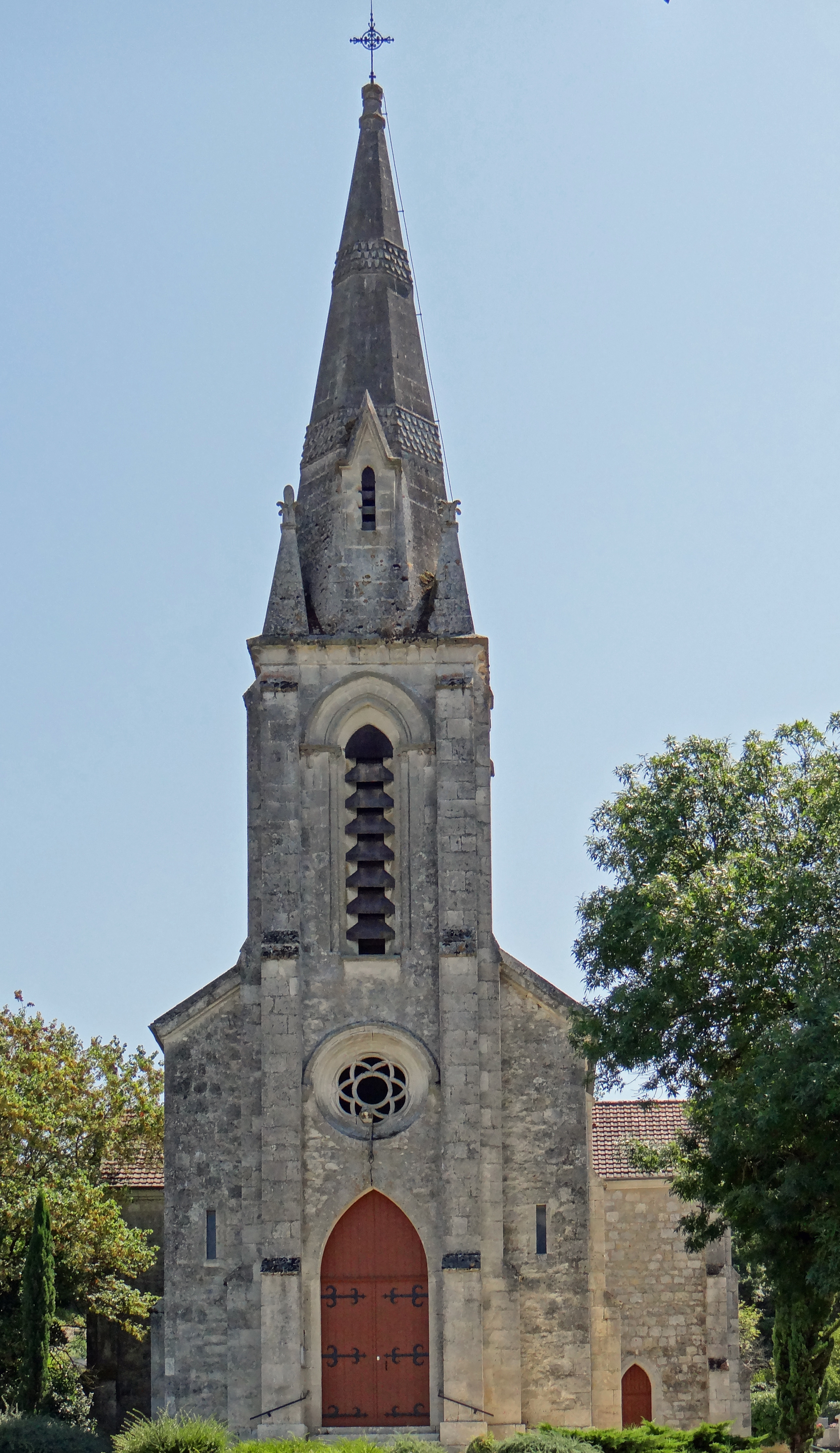
Église Saint-Félix de Montesquieu

- Château de Montesquieu, dont il ne reste plus aujourd'hui que les remparts, percés de trois portes, le logis du corps de garde, un puits authentique très profond. Du temps du philosophe Montesquieu, le château était déjà en mauvais état, et celui-ci venait plutôt en sa propriété du Sahuc, en bord de Garonne.
- Conservatoire végétal régional d'Aquitaine, lieu de mémoire fruitière[27].
- Église Saint-Barthélemy de Béquin. Elle est inscrite à l'Inventaire général du patrimoine culturel[28].
- Église Saint-Félix de Montesquieu. Elle est inscrite à l'Inventaire général du patrimoine culturel[29].
- Église Saint-Jean-Baptiste de Resteau. Elle est inscrite à l'Inventaire général du patrimoine culturel[30].

## Personnalités liées à la commune
La ville est principalement connue grâce à Charles Louis de Secondat, qui fût baron de la ville.